# Деріївська культура
Деріївська культура - археологічна культура мідної доби півночі степу та півдня лісостепу України.
Названа за поселенням та могильником у правобережній наддніпрянській Деріївці Кіровоградської області, що було розкопане Д.Я. Телегіним.

## Поширення
Північ степової та південь лісостепової Наддніпрянщини та Донеччина (водосточище Сіверського Дінця).

## Генеза
Сформована рухом степових племен середньостогівської культури на північ й асиміляцією місцевих новокам’янських племен дніпро-донецької культури.
Деріївська культура є пізнім (шнуровим) періодом розвитку середньостогівсько-хвалинської культурної спільноти. 
На півдні деріївської культури існувала квітянська культура, про що свідчить взаємний обмін.

## Датування
Деріївська культура була сучасницею Трипільської культури фази ВІІ та СІ про що свідчить трипільський столовий посуд, що використовувався дереївцями.
На одному з поселень виявлена керамічна пластика Трипілля фінальної фази СІІ, що свідчить про тривання деріївської культури до кінця Трипілля.

## Пам’ятки

### Деріївка
У Деріївці виявлені два прямокутні у плані житла з господарчою спорудою. 
Інвентар: високогорлі гостродонні посудини, оздоблені у верхній частині гребінцевим, шнуровим та іншим орнаментом; бойові молоти з рогу оленя; тесла, мотики, кочедики для плетення рибальських сіток, дрібні крем’яні вироби, глиняні статуетки людини, фігурки кабана, риби тощо. 

### Інші поселення
Молюхів Бугор у Наддніпрянщині та хутір Олександрія біля Богуславки над Осколом. 

## Господарство

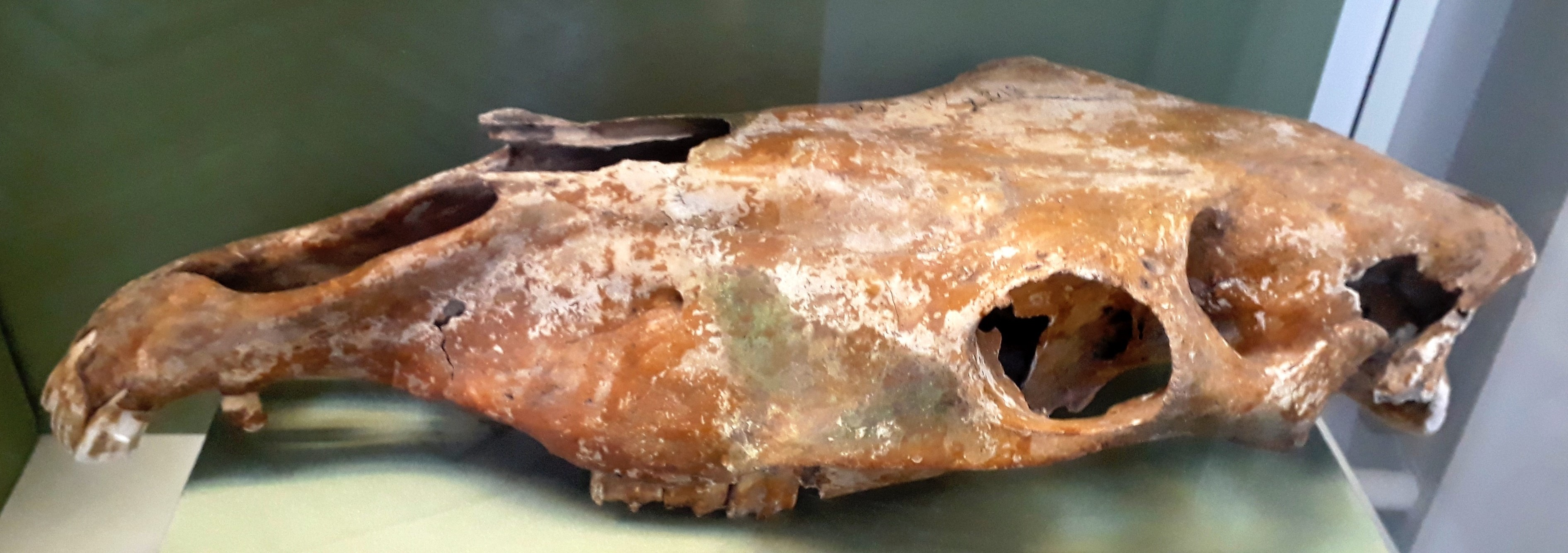
Череп коня, знайдений у Деріївці (Національний музей історії України)

Деріївську культуру називають найдавнішою культурою конярів. Проте коня для забиття - забивали молодих тварин та жеребців зрілого віку. До такого висновку прийшла В. І. Бібікова, український палеозоолог. Коні становили 55,7 % череди домашніх тварин, тоді як велика рогата худоба — 20,6 %, дрібна — 14,4 %, свині лише 9,3 %.
Припущення щодо використання коня для тяглової сили чи для верхової їзди (Д. Телегін, Д. Ентоні) не підтвердилися. 
На півдні лісостепу поряд із тваринництвом розвивалося землеробство. Г.О. Пашкевич виявила на кераміці відбитки пшениці-двозернянки, ячменю та проса. 